# Gibuti ai Giochi della XXIX Olimpiade
Gibuti ha partecipato ai Giochi della XXIX Olimpiade di Pechino, svoltisi dall'8 al 24 agosto 2008, con una delegazione di 2 atleti.

## Atletica leggera
| Gara             | Atleta              | Batterie | Batterie | Quarti | Quarti | Semifinali | Semifinali | Finale | Finale |
| Gara             | Atleta              | Tempo    | Pos.     | Tempo  | Pos.   | Tempo      | Pos.       | Tempo  | Pos.   |
| ---------------- | ------------------- | -------- | -------- | ------ | ------ | ---------- | ---------- | ------ | ------ |
| 100 m maschili   | Fathia Ali Bourrale | 14"29    | 8        |        |        |            |            |        |        |
| 1500 m femminili | Mahamound Farah     |          |          |        |        | 3'43"62    | 9          |        |        |